# Fully Automatic Installation
Fully Automatic Installation (FAI) ist eine freie Software, die Linux ohne Benutzereingriff installiert und konfiguriert. Diese Funktionalität erspart den Systemverwaltern z. B. bei der Einrichtung von einem Rechnerpool, Computercluster aber auch bei mehreren Desktop-Arbeitsplätzen viel Zeit, und es gibt mehr Sicherheit, da ein System nach einem Totalausfall in kurzer Zeit wiederhergestellt werden kann. FAI wurde zum Beispiel bei der Linux-Migration der Stadt München (Projektname LiMux) eingesetzt.
Die Software ist Teil des Debianprojekts, kann neben Debian aber auch andere Linux-Distributionen installieren.
Das Projekt entstand im Jahre 1999 an der Universität zu Köln und feierte am 21. Dezember 2009 den 10. Jahrestag der Veröffentlichung von Version 1.0.
Version 5.0 wurde Ende 2015 veröffentlicht. Dazu wurden zwei Screencast Videos erzeugt, die die Serverinstallation und die parallele Installation von vier Rechnern mit unterschiedlichen Distributionen zeigen.
Im Oktober 2016 wurde Version 5.2 veröffentlicht, die nun auch Plattenimages für die Cloud erzeugen kann. Mit Version 5.4, die im Oktober 2017 veröffentlicht wurde, kann FAI auch Plattenimages für fremde Hardwarearchitekturen bauen.
Im November 2017 startete der FAI Build-Service, mit dem man eigene angepasste Installationsmedien erzeugen kann, ohne die FAI Software auf dem eigenen Computer zu installieren.